# Teddy Pilette

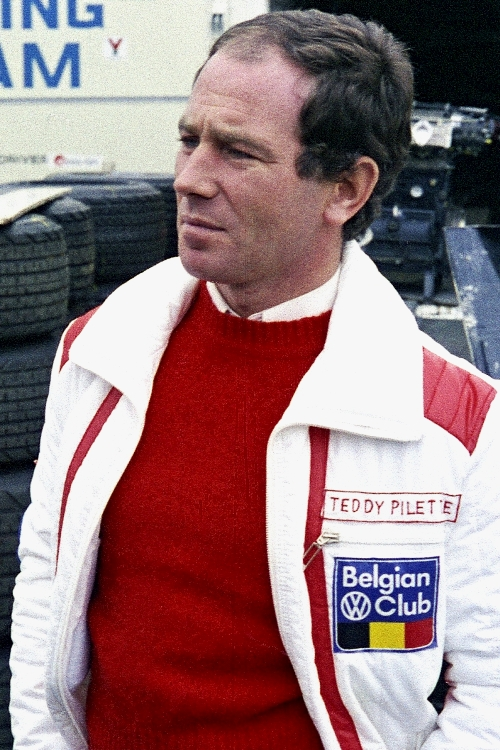
Pilette in 1975

Theodore "Teddy" Pilette (Brussel, 26 juli 1942) is een voormalig Formule 1-coureur uit België. Tussen 1974 en 1977 nam hij deel aan vier Grands Prix voor de teams Brabham en BRM, maar scoorde hierin geen punten.